# Халяви

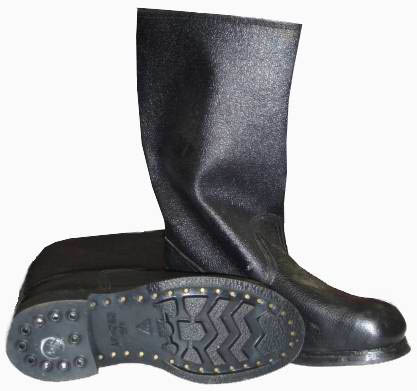

Халя́ви — верхня частина чобіт, яка прикриває гомілки.
Слово походить від прасл. *xol'eva, очевидно, утвореного від дієслова *xoliti («мити», «чистити»). Менш ймовірні версії циганської (холов, холова) або латинської (лат. caliga — «каліга») етимології, а також версія польського походження (пол. cholewa) українського слова. Висловлювалася думка про зв'язок халява і холоша.
Халяви та їх конструкція впливають на зручність і призначення взуття. Зокрема, особливістю чобіт козаків періоду Гетьманщини було те, що це взуття мало невисокі халяви (заввишки до середини литки) і двошарові закаблуки (задня частина) з луб'яною дерев'яною прокладкою для міцності. Халяву зазвичай зшивали одним швом з внутрішнього боку ноги, що й розрізняло чоботи для правої і лівої ноги. Халяви утеплювали ноги, а під час їзди верхи захищали їх від кінського поту та металевих пряжок стременних ременів. Верх халяв був зрізаний скісно (рідше рівно) і мав невеликий гостроконечний мисик попереду. Приблизно на межі XVII і XVIII сторіч верх халяв позбувся характерного мисика, тобто став зрізатися рівно. Поширеним було заправляти шаровари у халяви чобіт.
Слово присутнє в українській фразеології: лизати халяви (чоботи, черевики, п'яти) комусь, у когось означає «догоджати комусь, підлабузнюватися перед кимсь, принижуватися». Також ідіома «видно пана по халявах» означає, що зовнішні прояви, зокрема якість взуття характеризують достаток та (або) шляхетність людини.
Жаргонне значення слова «халява» — щось безплатне. «На халяву» — можливість отримати щось дарма. Припускають, що цей вираз веде походження від звичаю ховати на бенкетах пригощення в халявах, щоб можна було поїсти безкоштовно ще раз. За іншою версією, з метою економії нові чоботи замовляли з халявами від старих («на стару халяву»), що надалі і стало позначенням дешевизни і даровизни.